# Лейфер, Александр Эрахмиэлович
Александр Эрахмиэлович Лейфер (27 декабря 1943, Омск — 28 июня 2017, Омск) — советский и российский журналист и писатель, председатель Омской областной организации Союза российских писателей (1993 — 2017), Заслуженный работник культуры РФ (2007).

## Биография
Родился 27 декабря 1943 года в Омске. Отец — Эрахмиэль Яковлевич Лейфер (1911 — 1995), педагог, заведующий учебной частью Омского музыкально-педагогического училища, заслуженный учитель РСФСР. Мать — Зинаида Васильевна Болотова (1908 — 1975), художник текстильной промышленности. Большую часть детства провёл в доме своей бабушки — Глафиры Алексеевны Болотовой (1885 — 1972), уроженки Вятской губернии, перебравшейся в Омск накануне Первой мировой войны. В первый класс пошёл учиться в среднюю школу № 13 в Амурском посёлке Омска. С шестого по одиннадцатый класс учился в омской средней школе № 65.
С 1962 по 1967 год учился на отделении журналистики историко-филологического факультета Казанского государственного университета. Печататься начал в 1962 году в университетской многотиражной газете «Ленинец» и казанской республиканской газете «Комсомолец Татарии».
C 1967 по 1972 год работал корреспондентом, литсотрудником отдела культуры газеты «Омская правда», печатался в газетах и журналах города Омска.
С 1972 года работал в СМИ преимущественно на договорных началах, был литературным консультантом газет «Молодой сибиряк» и «Вечерний Омск». Много сотрудничал с радио и телевидением (передачи «Зовут "Сибирские огни"», «Сибирская литература: день сегодняшний», «Дедушкина библиотека», «Из литературного прошлого Омска», «Живое прошлое»). Печатался в журналах, альманахах и коллективных сборниках, выходивших в Москве, Новосибирске, Иркутске, Екатеринбурге, Красноярске, Кемерове. Участвовал в областных семинарах молодых авторов (1970 и 1972), семинаре очеркистов Сибири (Новосибирск, 1976), Всероссийском семинаре молодых критиков (Подмосковье, Малеевка, 1977).
Был одним из основателей в Омске Литературного музея имени Ф. М. Достоевского и первым его заведующим (1980 — 1983)
С 1993 года — председатель (ответственный секретарь) Омского отделения Союза российских писателей.
В 2009 году на 4 съезде Союза российских писателей был избран сопредседателем СРП.
Член редколлегий журнала «Лёд и пламень» (Москва), журнала «День и Ночь» (Красноярск), альманаха «Голоса Сибири» (Кемерово), редактор (с 1995 года) альманаха «Складчина» (Омск).
Скончался 28 июня 2017 года в Омске. Похоронен на Ново-Южном кладбище Омска, рядом с отцом.

## Семья
Первая жена — Галина Петровна Усенко (1944—2015), журналист.
- Сын — Дмитрий (род. 1969).

Вторая жена — Вера Павловна Лейфер (род. 1952).
- Сын — Антон (род. 1978).

## Награды и премии
- Премия Омской областной организации Союза журналистов СССР (1989)
- Премия Омского филиала Российского фонда культуры (1989)
- Премия губернатора Омской области «За заслуги в развитии культуры и искусства» им. Л. Н. Мартынова (1996)
- Внесён в Книгу Почёта деятелей культуры Омска.
- Заслуженный работник культуры РФ (2007).

## Членство в организациях
- 1967 — Областное литературное объединение при Омской писательской организации.
- 1970 — Союз журналистов России.
- 1992 — Союз российских писателей. С 1993 по 2017 годы — ответственный секретарь (председатель) Омского регионального отделения.
- Русский ПЕН-клуб.

## Память
- Хочу хоть минуты покоя. Всё было — бои и пиры… (Воспоминания об Александре Лейфере). Омск: Амфора, 2018. 364 с.: ил. (книга воспоминаний об Александре Лейфере).
  - Александр Эрахмиэлович Лейфер : биобиблиографический указатель. - Омск : [б. и.], 2019